# Atlanta (televíziós sorozat)
Az Atlanta 2016-ban bemutatott amerikai televíziós sorozat, melynek alkotója és főszereplője Donald Glover. A műsorban kulcsszerepet játszik a rap zene, érdekesség, hogy Glover a való életben egy híres rapper, Childish Gambino név alatt fut. A sorozat harmadik részében a Migos nevű rap együttes is szerepel.

## Cselekmény
A sorozat Atlantában játszódik. Earnest 'Earn' Marks nincs túl jó passzban, mert nem keres túl sokat, éppen hogy csak nem hal éhen. De próbál a felszínen maradni, a párjával és a gyerekével él, akiket szeret, de vannak összezörrenések.
Earnest unokatestvérét Alfred 'Paper Boi' Miles-nak hívják. Ő az a fajta fickó, aki gondolkodás nélkül fegyvert ránt a legapróbb nézeteltérés miatt is. Alfred szinte minden idejét a legjobb haverjával tölti, egész nap drogoznak és beszélgetnek. De neki legalább felszálló ágba került az élete, mert rapperként egyre nagyobb hírnévre tesz szert.
Ernest amikor ezt megtudja, felkeresi őt. Rá akarja beszélni, hogy adjon neki valami munkát, de Alfred nem akar, mert nem nagyon bízik benne. Ezután Ernest elintézi, hogy Alfred egyik zenéje bekerüljön a rádióba, ezért Alfred szíve meglágyul, és a viszonyuk elindul egy jobb irányba.
Alfred nemcsak drogozik, hanem árulja is az anyagot, ebből teremti meg a videóklipekre való pénzt. De emiatt rázós helyzetekbe is kerül.

## Szereplők
| Színész            | Szerep                   |
| ------------------ | ------------------------ |
| Donald Glover      | Earnest 'Earn' Marks     |
| Brian Tyree Henry  | Alfred 'Paper Boi' Miles |
| LaKeith Stanfield  | Darius                   |
| Zazie Beetz        | Van                      |
| Harold House Moore | Swiff                    |
| Khris Davis        | Tracy                    |
| RJ Walker          | Clark County             |
| Tobias Segal       | Earnest Marks            |

## Epizódok
| Évad | Évad | Részek száma | Részek száma | Eredeti sugárzás     | Eredeti sugárzás   | Eredeti adó        | Magyar sugárzás    | Magyar sugárzás    | Magyar adó |
| Évad | Évad | Részek száma | Részek száma | Évadbemutató         | Évadzáró           | Eredeti adó        | Évadbemutató       | Évadzáró           | Magyar adó |
| ---- | ---- | ------------ | ------------ | -------------------- | ------------------ | ------------------ | ------------------ | ------------------ | ---------- |
|      | 1.   | 10           | 10           | 2016. szeptember 6.  | 2016. november 1.  | FX                 | 2017. január 13.   | 2017. március 10.  | FOX        |
|      | 2.   | 11           | 11           | 2018. március 1.     | 2018. május 10.    | FX                 | 2019. december 19. | 2019. december 19. | FOX+       |
|      | 3.   | 10           | 10           | 2022. március 24.    | 2022. május 19.    | 2022. november 2.  | 2022. november 2.  | Disney+            |            |
|      | 4.   | 10           | 10           | 2022. szeptember 15. | 2022. november 10. | 2022. december 28. | 2022. december 28. | Disney+            |            |